# Commonwealth Games 2010/Badminton (Mannschaft)

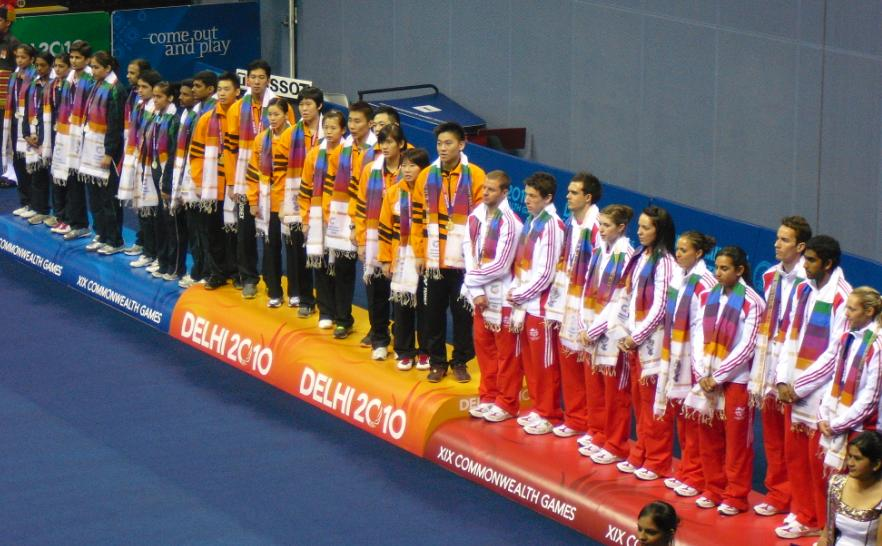
Von links: Indien, Malaysia, England.

Im Mannschaftswettbewerb im Badminton bei den Commonwealth Games 2010  kämpften 20 Teams um den Titel.

## Auslosung
Zur Auslosung wurden die Mannschaften wurden in fünf Leistungskategorien (Lostöpfe) unterteilt. Lostopf 1 war der mit den stärksten Mannschaften, Topf 5 der mit den schwächsten Mannschaften.
| Topf 1                                   | Topf 2                                          | Topf 3                                    | Topf 4                                     | Topf 5                                              |
| ---------------------------------------- | ----------------------------------------------- | ----------------------------------------- | ------------------------------------------ | --------------------------------------------------- |
| - Malaysia - Indien - England - Singapur | - Kanada - Neuseeland - Australien - Schottland | - Wales - Mauritius - Nigeria - Sri Lanka | - Jamaika - Uganda - Seychellen - Barbados | - Kenia - Falklandinseln - Isle of Man - Nordirland |

## Teilnehmer
Huang Chia-chi,  Glenn Warfe,  Tang Hetian,  Jeff Tho,  Kate Wilson-Smith,  Leanne Choo,  Nicholas Kidd,  Raj Veeran,  Renuga Veeran,  Ross Smith,  Dakeil Thorpe,  Mariama Eastmond,  Nicholas Reifer,  Shari Watson,  Alexander Pang,  Alexandra Bruce,  Anna Rice,  David Snider,  Grace Gao,  Jon Vandervet,  Joycelyn Ko,  Michelle Li,  Toby Ng,  Anthony Clark,  Carl Baxter,  Chris Adcock,  Elizabeth Cann,  Gabby White,  Heather Olver,  Jenny Wallwork,  Mariana Agathangelou,  Nathan Robertson,  Rajiv Ouseph,  Anna Luxton,  Doug Clark,  Laura Minto,  Michael Brownlee,  Sofia Arkhipkina,  Ashwini Ponnappa,  Rupesh Kumar,  Cristen Callow,  Joshua Green,  Kimberley Clague,  Matthew John Wilkinson,  Alya Lewis,  Charles Pyne,  Christine Leyow,  Gareth Henry,  Kashif Ramon Bernard,  Kristal Karjohn,  Anitah Alube,  Anna Ng'ang'a,  Fred Gituku,  Mercy Joseph,  Patrick Ruto,  Victor Munga Odera,  Tan Boon Heong,  Chan Peng Soon,  Lee Chong Wei,  Chin Eei Hui,  Koo Kien Keat,  Lydia Cheah Li Ya,  Goh Liu Ying,  Muhammad Hafiz Hashim,  Wong Mew Choo,  Woon Khe Wei,  Sahir Edoo,  Stephan Beeharry,  Karen Foo Kune,  Kate Foo Kune,  Shaheer Ramrakha,  Shama Aboobakar,  Yeldi Louison,  Anna Rankin,  Danielle Barry,  Donna Haliday,  Henry Tam,  James Eunson,  Joe Wu,  Michelle Chan,  Oliver Leydon-Davis,  Ola Fagbemi,  Edicha Ocholi,  Maria Braimoh,  Jinkan Ifraimu,  Joseph Abah Eneojo,  Susan Ideh,  Caroline Black,  Matthew Gleave,  Sinead Chambers,  Tony Stephenson,  Emma Mason,  Imogen Bankier,  Jillie Cooper,  Kieran Merrilees,  Kirsty Gilmour,  Paul van Rietvelde,  Susan Hughes,  Watson Briggs,  Alisen Camille,  Georgie Cupidon,  Juliette Ah-Wan,  Kervin Ghislain,  Steve Malcouzane,  Xing Aiying,  Chayut Triyachart,  Hendra Wijaya,  Hendri Kurniawan Saputra,  Yao Lei,  Fu Mingtian,  Shinta Mulia Sari,  Ashton Chen Yong Zhao,  Vanessa Neo Yu Yan,  Derek Wong Zi Liang,  Dinuka Karunaratne,  Lasitha Menaka,  Niluka Karunaratne,  Renu Chandrika Hettiarachchige,  Subodha Dahanayake,  Thilini Jayasinghe,  Abraham Wogute,  Shamim Bangi,  Daisy Nakalyango,  Edwin Ekiring,  Gloria Najjuka,  Margaret Nankabirwa,  Wilson Tukire,  Carissa Turner,  Caroline Harvey,  James Phillips,  Jamie van Hooijdonk,  Joe Morgan,  Martyn Lewis,  Sarah Thomas

## Ergebnisse

### Gruppe A
| Team        | Pts | Pld | W | L | GW | GL |
| ----------- | --- | --- | - | - | -- | -- |
| Malaysia    | 8   | 4   | 4 | 0 | 40 | 1  |
| Australien  | 6   | 4   | 3 | 1 | 30 | 13 |
| Nigeria     | 4   | 4   | 2 | 2 | 16 | 27 |
| Seychellen  | 2   | 4   | 1 | 3 | 10 | 30 |
| Isle of Man | 0   | 4   | 0 | 4 | 9  | 34 |

| 4. Oktober 2010 |     |             |
| Malaysia        | 5-0 | Isle of Man |
| Australien      | 5-0 | Seychellen  |
| Nigeria         | 4-1 | Isle of Man |
| Malaysia        | 5-0 | Seychellen  |
| 5. Oktober 2010 |     |             |
| Seychellen      | 3-2 | Isle of Man |
| Australien      | 5-0 | Nigeria     |
| Malaysia        | 5-0 | Nigeria     |
| Australien      | 4-1 | Isle of Man |
| 6. Oktober 2010 |     |             |
| Nigeria         | 3-2 | Seychellen  |
| Malaysia        | 5-0 | Australien  |

### Gruppe B
| Team       | Pts | Pld | W | L | GW | GL |
| ---------- | --- | --- | - | - | -- | -- |
| Singapur   | 8   | 4   | 4 | 0 | 40 | 1  |
| Neuseeland | 6   | 3   | 3 | 1 | 26 | 15 |
| Sri Lanka  | 4   | 3   | 2 | 2 | 26 | 20 |
| Nordirland | 2   | 4   | 1 | 3 | 12 | 33 |
| Jamaika    | 0   | 4   | 0 | 4 | 4  | 39 |

| 4. Oktober 2010 |     |            |
| Singapur        | 5-0 | Nordirland |
| Neuseeland      | 5-0 | Jamaika    |
| Sri Lanka       | 5-0 | Nordirland |
| Singapur        | 5-0 | Jamaika    |
| 5. Oktober 2010 |     |            |
| Neuseeland      | 3-2 | Sri Lanka  |
| Jamaika         | 1-4 | Nordirland |
| Singapur        | 5-0 | Sri Lanka  |
| Neuseeland      | 5-0 | Nordirland |
| 6. Oktober 2010 |     |            |
| Singapur        | 5-0 | Neuseeland |
| Jamaika         | 0-5 | Sri Lanka  |

### Gruppe C
| Team           | Pts | Pld | W | L | GW | GL |
| -------------- | --- | --- | - | - | -- | -- |
| England        | 8   | 4   | 4 | 0 | 38 | 3  |
| Kanada         | 6   | 4   | 3 | 1 | 33 | 8  |
| Mauritius      | 2   | 4   | 2 | 2 | 18 | 23 |
| Uganda         | 2   | 4   | 1 | 3 | 13 | 29 |
| Falklandinseln | 0   | 4   | 0 | 4 | 1  | 40 |

| 4. Oktober 2010 |     |                |
| Kanada          | 5-0 | Uganda         |
| England         | 5-0 | Falklandinseln |
| Mauritius       | 5-0 | Falklandinseln |
| England         | 5-0 | Uganda         |
| 5. Oktober 2010 |     |                |
| Kanada          | 5-0 | Mauritius      |
| Uganda          | 5-0 | Falklandinseln |
| 6. Oktober 2010 |     |                |
| Kanada          | 5-0 | Falklandinseln |
| England         | 5-0 | Mauritius      |
| Mauritius       | 4-1 | Uganda         |
| England         | 4-1 | Kanada         |

### Gruppe D
| Team       | Pts | Pld | W | L | GW | GL |
| ---------- | --- | --- | - | - | -- | -- |
| Indien     | 8   | 4   | 4 | 0 | 38 | 3  |
| Schottland | 6   | 4   | 3 | 1 | 33 | 8  |
| Wales      | 2   | 4   | 2 | 2 | 20 | 20 |
| Barbados   | 2   | 4   | 1 | 3 | 8  | 33 |
| Kenia      | 0   | 4   | 0 | 4 | 3  | 38 |

| 4. Oktober 2010 |     |            |
| Indien          | 5-0 | Kenia      |
| Schottland      | 5-0 | Barbados   |
| 5. Oktober 2010 |     |            |
| Wales           | 5-0 | Kenia      |
| Indien          | 5-0 | Barbados   |
| Barbados        | 4-1 | Kenia      |
| Schottland      | 5-0 | Wales      |
| 6. Oktober 2010 |     |            |
| Indien          | 5-0 | Wales      |
| Schottland      | 5-0 | Kenia      |
| Indien          | 4-1 | Schottland |
| Wales           | 5-0 | Barbados   |

## K.o.-Runde
|  | Viertelfinale | Viertelfinale | Viertelfinale |  |  | Halbfinale | Halbfinale | Halbfinale |  |  | Finale           | Finale           | Finale           |
|  |               |               |               |  |  |            |            |            |  |  |                  |                  |                  |
|  | 1             | Malaysia      | 3             |  |  |            |            |            |  |  |                  |                  |                  |
|  | 5/8           | Neuseeland    | 0             |  |  |            |            |            |  |  |                  |                  |                  |
|  |               |               |               |  |  | 1          | Malaysia   | 3          |  |  |                  |                  |                  |
|  |               |               |               |  |  | 3/4        | Singapur   | 1          |  |  |                  |                  |                  |
|  | 3/4           | Singapur      | 3             |  |  |            |            |            |  |  |                  |                  |                  |
|  | 5/8           | Australien    | 1             |  |  |            |            |            |  |  |                  |                  |                  |
|  |               |               |               |  |  |            |            |            |  |  | 1                | Malaysia         | 3                |
|  |               |               |               |  |  |            |            |            |  |  | 2                | Indien           | 1                |
|  | 3/4           | England       | 3             |  |  |            |            |            |  |  |                  |                  |                  |
|  | 5/8           | Schottland    | 1             |  |  |            |            |            |  |  |                  |                  |                  |
|  |               |               |               |  |  | 3/4        | England    | 0          |  |  |                  |                  |                  |
|  |               |               |               |  |  | 2          | Indien     | 3          |  |  | Spiel um Platz 3 | Spiel um Platz 3 | Spiel um Platz 3 |
|  | 2             | Indien        | 3             |  |  |            |            |            |  |  | 3/4              | Singapur         | 1                |
|  | 5/8           | Kanada        | 0             |  |  |            |            |            |  |  | 3/4              | England          | 3                |

## Endstand
| Platz  | Name | Land           |
| ------ | --- | -------------- |
| Gold   | Chan Peng Soon, Lydia Cheah Li Ya, Chin Eei Hui, Goh Liu Ying, Muhammad Hafiz Hashim, Koo Kien Keat, Lee Chong Wei, Tan Boon Heong, Wong Mew Choo, Woon Khe Wei                  | Malaysia       |
| Silber | Sanave Thomas, Aparna Balan, Chetan Anand, Jwala Gutta, Rupesh Kumar, Ashwini Ponnappa, Aditi Mutatkar, Saina Nehwal, Kashyap Parupalli, Valiyaveetil Diju                       | Indien         |
| Bronze | Chris Adcock, Mariana Agathangelou, Carl Baxter, Elizabeth Cann, Anthony Clark, Heather Olver, Rajiv Ouseph, Nathan Robertson, Jenny Wallwork, Gabrielle White                   | England        |
| 4.     | Xing Aiying, Chayut Triyachart, Hendra Wijaya, Hendri Kurniawan Saputra, Yao Lei, Fu Mingtian, Shinta Mulia Sari, Ashton Chen Yong Zhao, Vanessa Neo Yu Yan, Derek Wong Zi Liang | Singapur       |
| 5      | Huang Chia-chi, Glenn Warfe, He Tian Tang, Jeff Tho, Kate Wilson-Smith, Leanne Choo, Nicholas Kidd, Raj Veeran, Renuga Veeran, Ross Smith                                        | Australien     |
| 5      | Anna Rankin, Danielle Barry, Donna Haliday, Henry Tam, James Eunson, Joe Wu, Michelle Chan, Oliver Leydon-Davis                                                                  | Neuseeland     |
| 5      | Emma Mason, Imogen Bankier, Jillie Cooper, Kieran Merrilees, Kirsty Gilmour, Paul van Rietvelde, Susan Hughes, Watson Briggs                                                     | Schottland     |
| 5      | Alexander Pang, Alexandra Bruce, Anna Rice, David Snider, Grace Gao, Jon Vandervet, Joycelyn Ko, Michelle Li, Toby Ng                                                            | Kanada         |
| 9      | Sahir Edoo, Stephan Beeharry, Karen Foo Kune, Kate Foo Kune, Shaheer Ramrakha, Shama Aboobakar, Yeldi Louison                                                                    | Mauritius      |
| 9      | Ola Fagbemi, Edicha Ocholi, Maria Braimoh, Jinkan Ifraimu, Joseph Abah Eneojo, Susan Ideh                                                                                        | Nigeria        |
| 9      | Dinuka Karunaratne, Lasitha Menaka, Niluka Karunaratne, Chandrika de Silva, Subodha Dahanayake, Thilini Jayasinghe                                                               | Sri Lanka      |
| 9      | Carissa Turner, Caroline Harvey, James Phillips, Jamie van Hooijdonk, Joe Morgan, Martyn Lewis, Sarah Thomas                                                                     | Wales          |
| 13     | Alisen Camille, Georgie Cupidon, Juliette Ah-Wan, Kervin Ghislain, Steve Malcouzane                                                                                              | Seychellen     |
| 13     | Caroline Black, Matthew Gleave, Sinead Chambers, Tony Stephenson | Nordirland     |
| 13     | Abraham Wogute, Shamim Bangi, Daisy Nakalyango, Edwin Ekiring, Gloria Najjuka, Margaret Nankabirwa, Wilson Tukire                                                                | Uganda         |
| 13     | Dakeil Thorpe, Mariama Eastmond, Nicholas Reifer, Shari Watson | Barbados       |
| 17     | Anitah Alube, Anna Ng'ang'a, Fred Gituku, Mercy Joseph, Patrick Ruto, Victor Munga Odera                                                                                         | Kenia          |
| 17     | Anna Luxton, Doug Clark, Laura Minto, Michael Brownlee, Sofia Arkhipkina | Falklandinseln |
| 17     | Cristen Callow, Joshua Green, Kimberley Clague, Matthew John Wilkinson | Isle of Man    |
| 17     | Alya Lewis, Charles Pyne, Christine Leyow, Gareth Henry, Kashif Ramon Bernard, Kristal Karjohn                                                                                   | Jamaika        |